# Dasycercus
Dasycercus és un gènere de marsupials carnívors estretament relacionats amb els diables de Tasmània i els gats marsupials. Viuen als deserts i zones amb Triodia de l'Austràlia central. Mesuren 12,5–22 cm de llarg i tenen una cua de 7–13 cm. Són nocturns, però de vegades «prenen el sol» a l'entrada del seu cau. Tendeixen a romandre en llocs que han estat a l'ombra. Els seus ronyons estan altament desenvolupats per a excretar orina altament concentrada per tal de preservar aigua, car són animals que no beuen mai. S'alimenten principalment d'insectes, però també es mengen sargantanes i serps nounades. Crien entre juny i setembre, produint ventrades de 6–7 cries. El seu marsupi inclou dos plecs laterals de pell. El 2017 s'ha redescobert l'espècia Dasycercus cristicauda, que hom creia extinta.